# Bodenmais
Bodenmais – uzdrowiskowa gmina targowa w Niemczech, w kraju związkowym Bawaria, w rejencji Dolna Bawaria, w regionie Donau-Wald, w powiecie Regen. Leży w Lesie Bawarskim, około 10 km na północ od miasta Regen, nad rzeką Inn, przy linii kolejowej Bodenmais – Zwiesel, ok. 10 km od granicy państwa z Czechami.

## Demografia
| Rok  | Liczba mieszk. |
| ---- | -------------- |
| 1970 | 3 288          |
| 1987 | 3 331          |
| 2000 | 3 466          |

## Oświata
(na 1999)

W gminie znajduje się 75 miejsc przedszkolnych (89 dzieci) oraz szkoła podstawowa (21 nauczycieli, 320 uczniów).